# 南海十三郎 (話劇)
《南海十三郎》是一部以1930年代粵劇編劇家南海十三郎生平事跡為題材改編的舞台劇，於1993年在香港由香港話劇團首演，1995年由春天舞台重演，2013年再由春天舞台作第三度重演。

## 劇情與現實
舞台劇的部分情節與現實截然不同。劇中十三郎在香港街頭鬱鬱而終。 事實上他在瑪嘉烈醫院病逝。
此外，根據曾與十三郎本人有親身接觸的粵劇名伶阮兆輝憶述，十三郎晚年的外表和形象，絕非如話劇及影視改編作品等描述為披頭散髮、蓬頭垢面、骯髒齷齪。阮兆輝形容其外表具數項特點：佩戴圓框眼鏡、雙目炯炯有神、滿臉鬍鬚、身穿舊西裝並繫有領帶，但絕非不修邊幅。此外，十三郎在天氣炎熱時也常常拿著乾濕外套，又時常手執報紙，多數為其私自儲下的舊報紙。另外，十三郎的鞋邊總墊著一些用以製成硬身紙製小煙盒的紙。
另南海十三郎之經歷亦有多個版本：
- 劇中唐滌生拜十三郎為師，後十三郎曾連載於報章的專欄文章獲朱少璋蒐集並出版成《小蘭齋雜記》，內裡明確記載十三郎曾多次書明「弟子唐滌生」。[3]
- 劇中他早年就讀廣州河南南武中學，因頑皮鬧事而被逐出校。[6] 現實中的十三郎則畢業於香港華仁書院。[7]
- 劇中在香港大學習醫時，為愛情而中途離港追隨女友到上海，適逢一二八事變而不能回港，無法完成學業。在1993年5月3日的《新晚報》則指他就讀中山大學法律系；十三郎的自述則曾提到自己在港大習醫，亦曾中途離港。[8][3]
- 1960年代，十三郎曾打電話報警，向駐守灣仔的警察報案指他的鞋不見了。警察問十三郎誰人偷了，他指有兩人行事，但警察不敢拘捕他們：皆因偷他左鞋的是毛澤東，偷右鞋的則是蔣介石，故自己「左右都唔行得」（「左右也走不得」）。礙於政治敏感，《南海十三郎》舞台劇劇本將「毛澤東」及「蔣介石」分別改成「英國佬」及「日本仔」。[3] 其中，春天舞台於1995年的舞台劇重演版本已見相關台詞改動。[9]

## 人員
角色：（首=首演；重=重演）
- 十三郎：謝君豪
- 太史公：周志輝（首）、丁家湘（重）
- 太史公三姨太：羅冠蘭（舞）
- Lily（十三郎的初戀情人，十三郎為她而放棄學業到上海）：龔小玲（舞）、焦媛（重）
- 梅仙（現實中為梅綺）：蘇玉華（首、重）、潘璧雲（重）
- 薛覺先：梁漢威
- 唐滌生：李偉英（首）、陳焕球（重）﹑潘燦良（重）
- 講古五人組：
  - 舞台劇：馮蔚衡、高翰文、潘燦良、劉雅麗（首）、楊英偉（首）、辛偉強（重）、彭杏英（重）

舞台劇人員：
- 編劇：杜國威
- 導演：古天農
- 布景：陳俊豪
- 燈光：姚巧玉
- 服裝：黃志強
- 作曲：朱咪咪
- 粵劇指導：許堅信[10]

## 改編作品
此劇曾於1997年被改編成同名電影，由高志森執導，仍然由謝君豪飾演南海十三郎。

## 外部連結
- 《蘭齋舊事與南海十三郎》【增訂本】江獻珠著，萬里機構出版 ISBN 962-14-2878-5
- 《南海十三郎》（杜國威舞台劇本全集），杜國威著，次文化堂 ISBN 962-7420-02-50A
- 南海十三郎 (1996) | 中文電影資料庫 （页面存档备份，存于）
- 香港演藝學院校友會精英校友分享: 謝君豪．十三郎．廿載台板結義 Part 1（2017年10月18日） （页面存档备份，存于）
- 香港演藝學院校友會精英校友分享: 謝君豪．十三郎．廿載台板結義 Part 2（2017年10月18日） （页面存档备份，存于）
- 謝君豪就飾演南海十三郎的訪問（2023年2月1日） （页面存档备份，存于）